# Bruchophagus platypterus
Bruchophagus platypterus är en stekelart som först beskrevs av Walker 1834.  Bruchophagus platypterus ingår i släktet Bruchophagus och familjen kragglanssteklar. Arten är reproducerande i Sverige. Inga underarter finns listade.